# 조창인
조창인(1961년 ~ )은 서울특별시 출신의 대한민국 소설가이다. 최종 학력으로는 중앙대학교를 졸업했다. 소설가로서 문학계에 등단하기 전에는 잡지사와 신문사에서 기자로 일했으며, 아들에 대한 아버지의 끝없는 사랑을 다룬 가시고기로 데뷔하였다.

## 작품

### 소설
- 《그녀가 눈뜰 때》 - 1997년 10월
- 《먼 훗날 느티나무》 - 1998년 6월
- 《따뜻한 포옹》 - 1999년 4월
- 《가시고기》 - 2000년 1월 5일
- 《등대지기》 - 2001년
- 《길》 - 2004년 2월 5일
- 《첫사랑》 - 2005년 11월
- 《아내》 - 2007년 7월 19일
- 《살아만 있어줘》 - 2012년 11월 9일
- 《해피빌라》- 2017년 1월 25일

### 저서
- 《깸》 - 2004년 1월 25일 (ISBN 9788957480328)